# Павіас
Павіас, Павієс (ісп. Pavías (офіційна назва), валенс. Pavies) — муніципалітет в Іспанії, у складі автономної спільноти Валенсія, у провінції Кастельйон. Населення — 62 особи (2010).

## Географія
Муніципалітет розташований на відстані близько 280 км на схід від Мадрида, 37 км на захід від міста Кастельйон-де-ла-Плана.

## Демографія
Динаміка населення (INE ):

## Галерея зображень

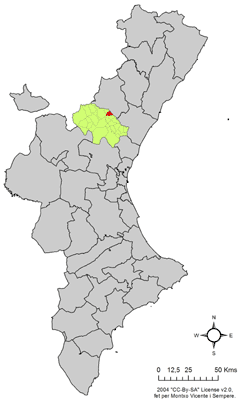
Розташування муніципалітету Павіас у автономній спільноті Валенсія
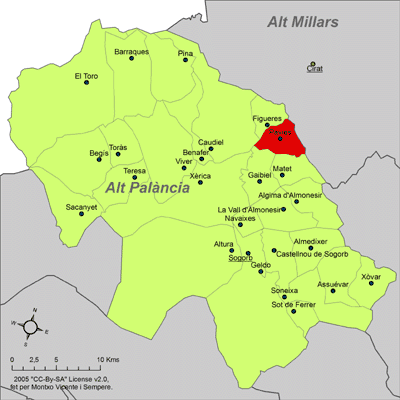
Розташування муніципалітету Павіас у комарці Альто-Палансія